# Уайандотт (округ)
Уа́йандотт (англ. Wyandotte County; стандартное обозначение WY) — округ в штате Канзас, США. Официально образован в 1859 году. Наречён в честь поселившихся здесь в 1832 году 687 индейцев-вайандотов из Огайо (самоназвания - Wyandot, Wenda). В 1855 году власти Канзаса предоставили им гражданские права США а их городок вошёл в конурбацию Канзас-сити. Среди губернаторов Канзаса был один вайандот.
По состоянию на 2013 год, численность населения округа Уайандот составляла 160 384 человека.

## География
По данным Бюро переписи США, общая площадь округа равняется 404,040 км2, из которых 393,680 км2 суша и 11,914 км2 или 2,900 % это водоёмы.

## Население
По данным переписи населения 2000 года в округе проживает 157 882 жителей в составе 59 700 домашних хозяйств и 39 163 семей. Плотность населения составляет 403,00 человека на км2. На территории округа насчитывается 65 892 жилых строений, при плотности застройки около 168,00-ми строений на км2. Расовый состав населения: белые — 58,18 %, афроамериканцы — 28,33 %, коренные американцы (индейцы) — 1,63 %, азиаты — 0,74 %, гавайцы — 0,04 %, представители других рас — 8,17 %, представители двух или более рас — 2,91 %. Испаноязычные составляли 16,00 % населения независимо от расы.
В составе 32,60 % из общего числа домашних хозяйств проживают дети в возрасте до 18 лет, 42,10 % домашних хозяйств представляют собой супружеские пары проживающие вместе, 17,80 % домашних хозяйств представляют собой одиноких женщин без супруга, 34,40 % домашних хозяйств не имеют отношения к семьям, 28,90 % домашних хозяйств состоят из одного человека, 10,00 % домашних хозяйств состоят из престарелых (65 лет и старше), проживающих в одиночестве. Средний размер домашнего хозяйства составляет 2,62 человека, и средний размер семьи 3,24 человека.
Возрастной состав округа: 28,50 % моложе 18 лет, 10,40 % от 18 до 24, 29,50 % от 25 до 44, 19,90 % от 45 до 64 и 19,90 % от 65 и старше. Средний возраст жителя округа 32 лет. На каждые 100 женщин приходится 95,40 мужчин. На каждые 100 женщин старше 18 лет приходится 91,30 мужчин.
Средний доход на домохозяйство в округе составлял 33 784 USD, на семью — 40 333 USD. Среднестатистический заработок мужчины был 31 335 USD против 24 640 USD для женщины. Доход на душу населения составлял 16 005 USD. Около 12,50 % семей и 16,50 % общего населения находились ниже черты бедности, в том числе — 23,00 % молодёжи (тех, кому ещё не исполнилось 18 лет) и 11,10 % тех, кому было уже больше 65 лет.